# なめとこ山の熊
「なめとこ山の熊」（なめとこやまのくま）は、宮沢賢治が執筆した童話。渡部芳紀編『宮沢賢治大辞典』（勉誠出版、2007年（平成19年））では、賢治が亡くなった翌年の1934年（昭和9年）7月に耕進社より刊行された『現代童話集』（児童文学研究会編纂）への所収を初出とする続橋達雄の説が紹介されている。
賢治が職業猟師をどう見つめていたかが書き綴られ、資本主義経済における搾取性にも言及した点でも貴重な作品である。文体のほとんどは、賢治の童話作品では珍しく「常体」で書かれている。

## 登場人物
小十郎
本名淵沢小十郎。まるで熊のような風体をした熊撃ちの達人であったが、熊の言葉や気持ちが分かるようになり、熊の命を奪う行為に疑問を感じ、葛藤する。
熊
母子熊、小十郎に命を差し出した熊、小十郎を打ち殺した熊が登場する。
荒物屋の主人
小十郎の毛皮を買い叩いて搾取する、やり手の荒物屋。

## あらすじ
なめとこ山の麓に小十郎という熊撃ちの名人がいた。小十郎には家族を養えるほどの畑はなく、山林は政府のものとなって伐採が禁じられ、里では職にありつけず、熊を撃つしか家族を養う道がなかった。
小十郎は、一家七人を養うために、熊を撃ちまくったが、本当は熊に申し訳ない気持ちでいっぱいであった。彼は熊撃ちの時は自信に満ちた名人だったが、殺した熊に言い訳を聞かせ、次に生まれる時には熊になるなよと熊に語りかける。そして、熊の肝と皮を担いで帰る時はみるかげもなく、ぐんなりした風で山を降りてゆく。
なめとこ山の熊にとって、撃ち殺されるのはもちろん迷惑だったが、熊はそんな小十郎に一種の親近感を抱き、いつも高いところから眺めていた。小十郎は時おり、熊の言葉さえ分かる気さえした。彼が、なめとこ山で道に迷って、熊の親子に出会った時に、小熊と母熊の会話を理解してしまい、胸がいっぱいになって、こっそり戻った時があった。
山では気高い小十郎も、なめとこ山の熊が肝と毛皮という商品に変わってしまい、町の荒物屋に売りに行くときはみじめだった。小十郎の毛皮は、ずるい荒物屋によって2枚で2円という安値がつけられる。生活がかかっている小十郎は、それが不当に安いことを分かっていても、仕方なく手放してしまうのであった。
ある日、小十郎は、木に登っている熊に出会い、鉄砲を構えた。鉄砲をつきつけられた熊は、観念し、木から下りると、小十郎に自分が殺されなければいけない理由を尋ねた。小十郎は、最後には安く買い叩かれてしまう熊の末路を教え、気の毒に思っていることを告げた。さらに（本当は熊撃ちをやめて）草の実でも食べて死ぬならそれでも良いような気がする、と本音を漏らした。すると熊は、二年間し残した仕事を済ませたら、二年目に小十郎の家の前で、死んでいてやるから、胆でも皮でもあげるからと約束した。小十郎はそれを聞くと切なくなって、見逃してやった。ところが二年後、熊は小十郎の家にやって来て、約束どおり死んでしまった。小十郎は熊を見て、思わず拝むようにした。
一月、小十郎は90歳になる母に、「水に入る（猟を始める儀式）」が嫌になったと弱音をはき、孫達に見送られながら出かけて行った。それから白沢から峰を越えたところで猟を始めた。するとまもなく不意打ちで熊が現れ、小十郎は撃ち損じて熊に襲われてしまった。小十郎は、お前を殺すつもりはなかったという声を聞き、青い火を見て死を悟り、熊どもゆるせと心でつぶやいた。
三日後、小十郎のために数多くの熊が集い、盛大な弔いが行われている場面で物語が終わる。

## なめとこ山について
なめとこ山は賢治が名づけた架空の山であると思われていた。しかし1990年代になって、明治初期の「岩手県管轄地誌」に「那米床山」「ナメトコ山」の記載が見つかり、小岩井農場の南に実在する山（ナメトコ山）であったことが判明した。しかし、物語の記述を見るかぎり、作品に登場するなめとこ山は、隣接した山々も含む地域とされている。

## 淵沢小十郎の「モデル」
賢治が盛岡高等農林学校研究生時代の土性調査などで、「なめとこ山」を含む現在の花巻市西方の山地を跋渉した時期に接したマタギが小十郎のモデルではないかと考えられてきた。1990年に牛崎敏也が、当時この地区で唯一マタギの家であった松橋和三郎（1852 - 1930）とその息子勝治（1893 - 1968）であるという説を発表し、その後も補強する研究が行われている。ただし、ここで「モデル」というのは賢治が猟師の姿を執筆するに当たって参考にした、という意味合いであり、ストーリーで描かれたようなキャラクターや境遇の直接のモデルではない点には留意が必要である。